# Ballantiophora glandifera
Ballantiophora glandifera es una especie de polillas de la familia Geometridae. Fue descrita por primera vez por Paul Dognin en 1908, y se puede encontrar distribuidas en Guayana Francesa. El holotipo de la especie fue descrita en San Lorenzo de Maroni.  